# Rember Lutz
Rember Lutz (Kerala, 13 oktober 1978) is een Vlaams acteur.
Rember Lutz studeerde in 1997 af aan de Showbizzschool in Oostende, afdeling entertainment. Hij deed ook een stage bij de Studio Herman Teirlinck en liep ook nog school in de Guilford School of Acting. Hij deed mee aan de audities voor Idool 2003 en zette daar een opmerkelijke performance neer, die als springplank diende voor zijn uiteindelijke carrière. Hij is actief in het theater, op televisie. Hij speelde o.a. mee in vlaamse tv-series zoals Spoed, Zone Stad, Katarakt, Ella en Cordon, Familie en Spitsbroers. 
Hij is ook actief in reclamespots zoals LU, Pearle, KBC (Goal alert), BIO VLAM, Play Nostalgie, De Federale Minuut en Samen Voor Beter Onderwijs

## Theater
- 1998 - Billy Budd (Vlaamse Opera)
- 1999 - 2003 - Puur Rember (onemanshow)
- 2000 - Jojo et Moi (met Nico Dingemans)
- 2004 - Showshit (onemanshow)
- 2005 - Effe Bitchen (met Celia Bogaert)
- 2006 - Klein en Geestig (met muziek van Derek De Blauwe)
- 2011 - Drama Queen (onemanshow met Nico Dingemans en Derek De Blauwe)
- 2013 - Not From Canada (Kevin Doyle)
- 2015 - Joie de Vivre (onemanshow in een regie van Tom De Beckker met fotografie van Wanda Detemmerman)

## Reclame
- 2008 - Belgacom
- 2011 - Tempo Guru Mobistar
- 2011 - 2014 - Agfa Graphics (model)
- 2012 - Love Guru Durex (op Rock Werchter en Dour Festival).
- 2013 - Reclamespot VDAB (verpleger)
- 2013 - FOD (reclamespot 55+)
- 2015 - Radio 2 (Goeiemorgen)
- 2019 - Pearle
- 2020 - KBC (Goal alert)
- 2021 - LU (Koekoekske)
- 2021 - Luminus
- 2023 - BIO VLAM
- 2023 - Play Media (Play Nostalgie)
- 2023 - De Federale Overheid (De Federale Minuut)
- 2024 - Diplomat (Samen voor beter onderwijs)
- 2024 - De Federale Overheid (De Federale Minuut seizoen 2)

## Kortfilm
- 2023 - ZEN (Friction Media) - Ramesh